# Это Минск, детка
Это Минск, детка (сокращенно — ЭМД, международное название — THISMINSK MEDIA) — белорусское независимое СМИ, публикующее в основном контент на белорусском и русском языках.
Распространяется СМИ через Telegram-канал, YouTube-канал и другие соцсети и мессенджеры.

## История

### Создание и первые годы (2013—2017)
Первым ресурсом, созданным под брендом «Это Минск, детка» была группа в социальной сети «ВКонтакте», в 2013 году. В основном публиковался юмористический контент, связанный с Минском.

### Обвинение в вербовке наемников
В 2017 году о «Это Минск, детка» написали несколько других СМИ, обвиняя их в вербовке наемников для войны в Украине. Это было связано с тем, что в СМИ активно призывали оказывать любую посильную помощь тактической группе «Беларусь», которая участвовала в вооруженном конфликте на Донбассе. Также их обвинили в русофобии и нацизме.

### Вызов в ГУБОПиК и предложение сотрудничества
13 января 2020 года автору «Это Минск, детка» позвонили из беларуского ведомства ГУБОПиК и вызвали на разговор. Как сообщает основатель проекта, ему предлагали сотрудничество с правоохранительными органами, от которого он отказался. Мужчина считает, что это могло быть связано с надвигающимися президентскими выборами.

### Освещение выборов (2020)
Во время предвыборной подготовки и самих выборов медиапроект перешёл в режим активного противодействия Александру Лукашенко. Публиковались программы оппозиционных кандидатов, критические новости. «Это Минск, детка» призывали жителей Беларуси к участию в протестах против фальсификации выборов и насильственных действий силовиков. Также группа координировала многие дворовые инициативы и являлась связующим звеном между штабом Тихановской и дворами.
В ноябре 2020 года Евгений Малаховский покинул Беларусь, опасаясь ареста. Он переехал в Киев, но не остановил работу проекта.

### Признание «ЭМД» экстремистским каналом
14 мая 2022 года по заявлению прокуратуры города Минска Telegram-канал «Это Минск, детка» был признан экстремистским. Это повлекло за собой большое количество «отписок» в Telegram.

### Блокировка на территории России
В 2022 году группа «Это Минск, детка» была заблокирована для пользователей из России на основании требования Генеральной прокуратуры РФ от 24.02.2022 № 27-31-2020/Ид2145-22.

### Фильм-репортаж о Полке Калиновского
В сентябре 2022 года некоторые члены команды «Это Минск, детка» отправились в Украину для съемок фильма-репортажа о Полке Калиновского. Кроме того, были организованы предпоказы данного репортажа в некоторых городах Польши — Варшаве, Кракове и Белостоке с денежным сбором на нужды Полка. Во время предпоказов была собрана сумма в 1 тыс. евро.

### Внесение в список «экстремистских материалов»
Решением суда Центрального района г. Минска от 13 мая 2022 года Telegram-канал с названием «Это Минск, детка» был внесен в Республиканский список экстремистских материалов. Чуть позже, 15 июня 2023 года все остальные соц.сети проекта (такие как Youtube-канал, Tik-Tok-аккаунт, страница в Twitter, паблик «Вконтакте» и аккаунт в Instagram) также были внесены в список решением Борисовского районного суда Минской области.. Аргументированно это было, по словам прокуратуры Витебской области, размещением призывов к осуществлению массовых беспорядков, к деятельности по захвату государственной власти в Республике Беларусь неконституционным путем и к участию в экстремистском формировании.

### Статус «экстремистского формирования»
В марте 2024 года Министерство внутренних дел Республики Беларусь объявило «Это Минск, детка» экстремистским формированием.

## Сотрудники
Все сотрудники «Это Минск, детка» — белорусы[значимость факта?], основная часть команды проживает в Польше. Некоторые члены команды соблюдают анонимность и нигде не упоминаются. Руководитель проекта Евгений Малаховский.

## Контент в социальных сетях
Уникальный контент транслируется всего в нескольких социальных сетях, остальные просто дублируют имеющуюся информацию.
- Youtube — видеоролики с дайджестом самых интересных новостей за последнее время, а также тематические ролики.
- Tik-tok — короткие юмористические ролики а также новостные ролики, не вошедшие в дайджест на Youtube.
- Spotify — подкасты на различную тематику.
- Telegram — новости, исторические и современные фотографии Минска и регионов.